# ドライカレー
ドライカレー（Dry Curry）は、水分を少なくしたカレーの一種。

## 概要

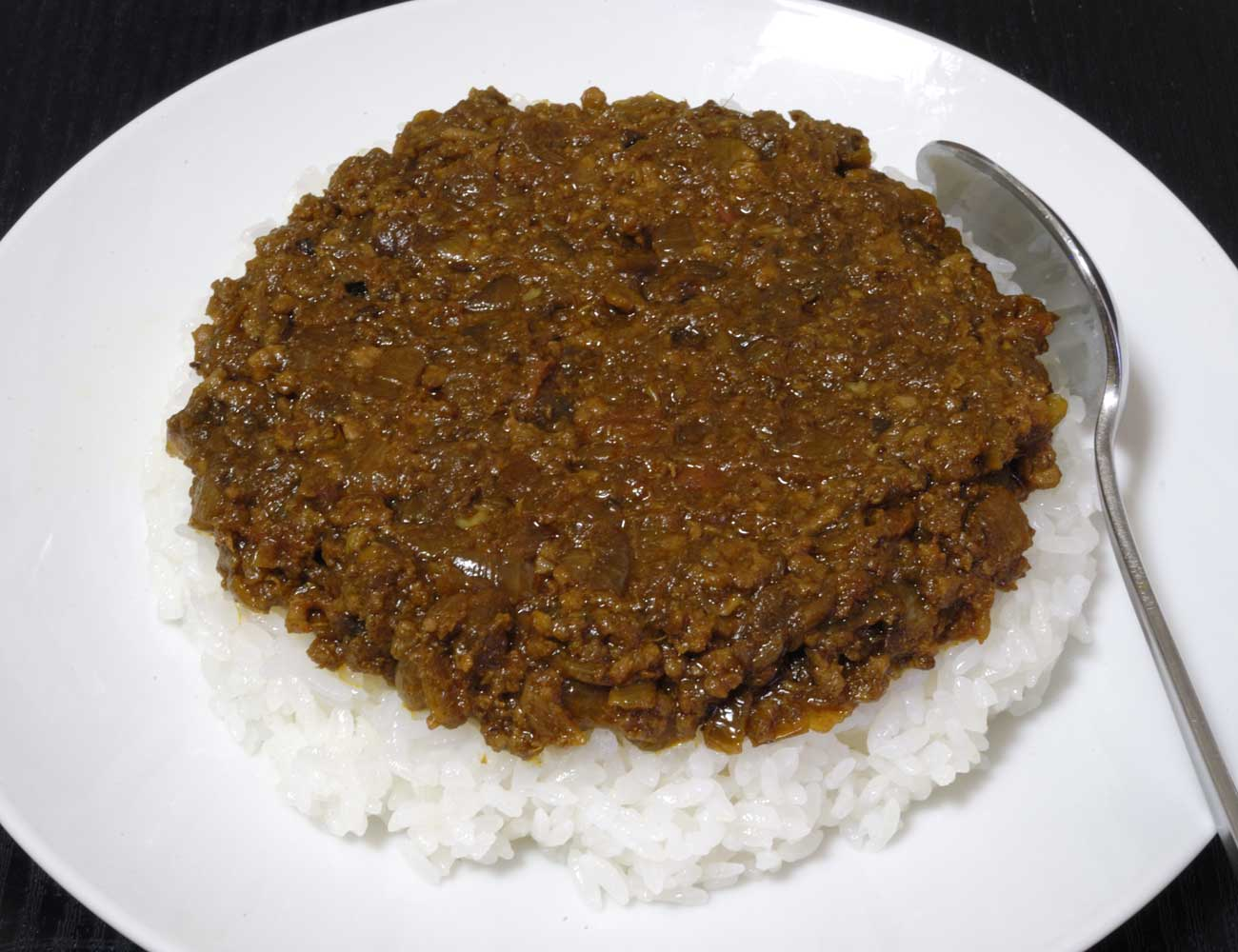
ドライカレー（挽肉タイプ）

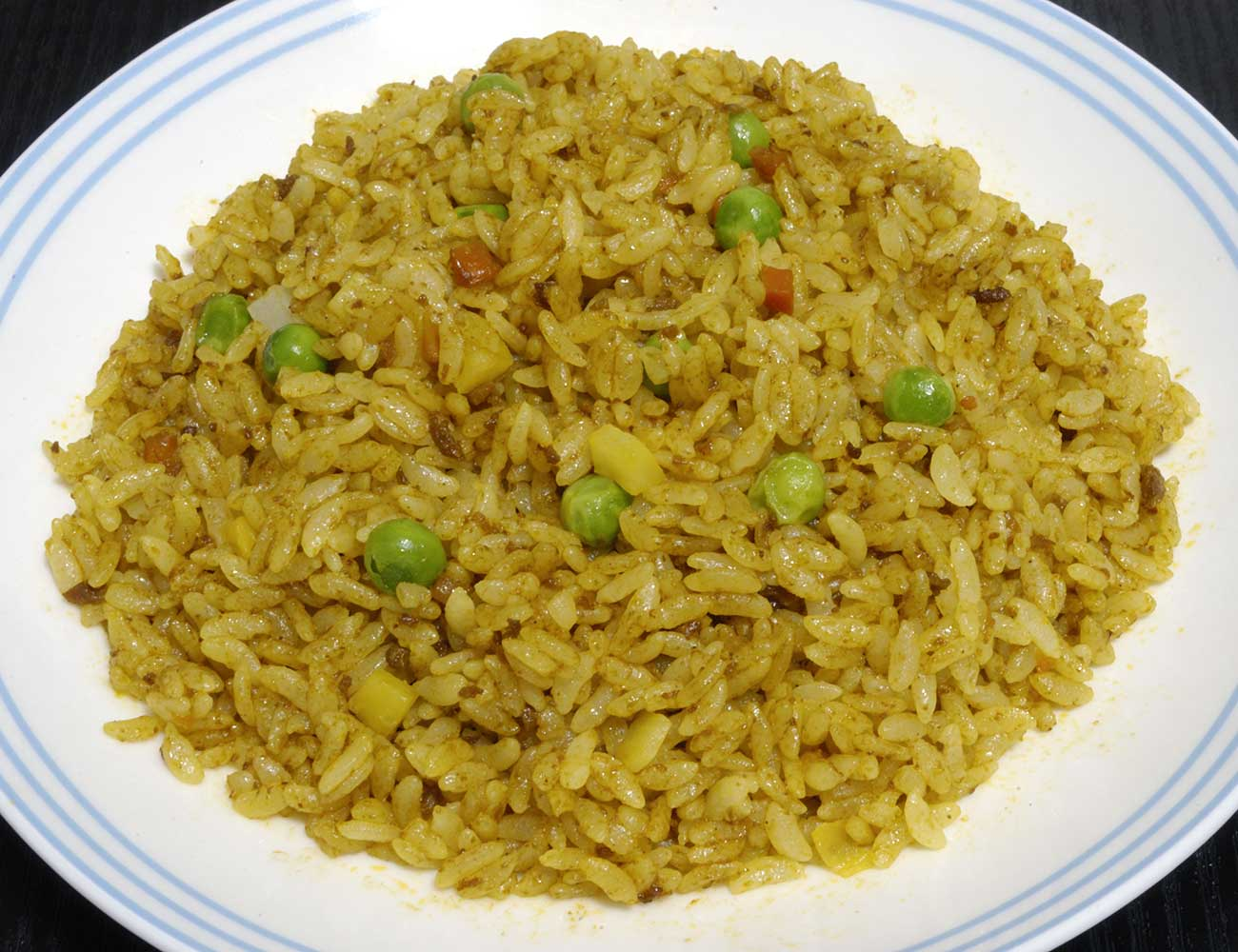
ドライカレー（カレーチャーハン）

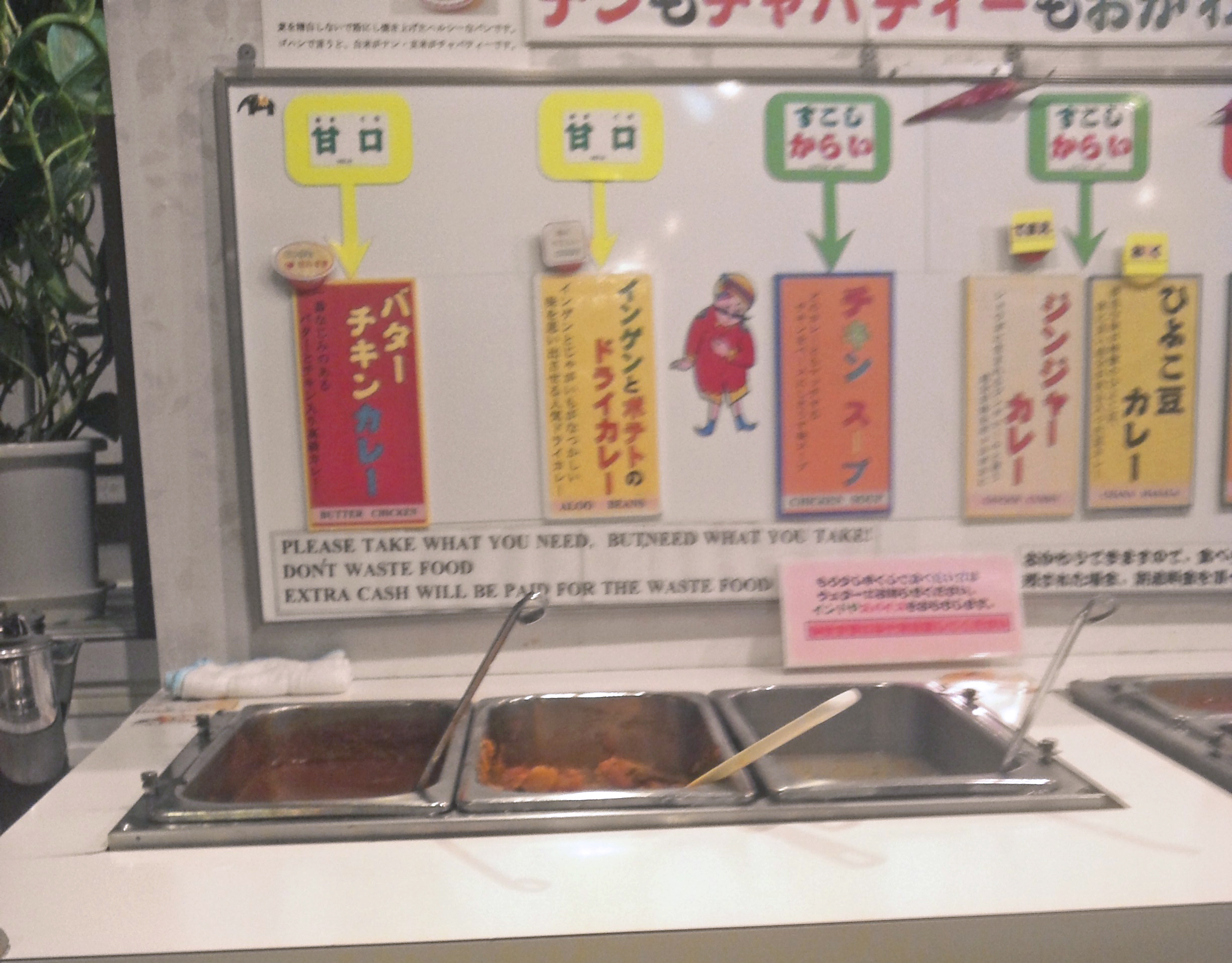
インド料理店におけるドライカレーの一例（インゲンとポテトを香辛料で煮込んだもの）

インド料理を原型として、カレーのバリエーションのひとつである。イギリスおよび日本において普及している。日本のインド料理店において、汁気の少ない香辛料を使った煮物を、ドライカレーと称している例もある。
以下のスタイルのカレーライスが、ドライカレーと呼ばれている。
1. 挽肉とみじん切りにした野菜を炒め、カレー粉で風味をつけ、スープストックで味付けをして煮詰め、平皿に盛った飯に載せた料理。一種のキーマカレー。（挽肉タイプ）
2. カレー風味の炒飯。家庭で簡単に作れる「ドライカレーの素」や、冷凍食品が各社から発売されている。「カレーチャーハン」とも呼ばれる。
3. 生の米とカレー粉を具材と一緒に炒め、炊き上げたもの。カレーピラフ。

## 歴史

### 挽肉タイプの歴史
挽肉タイプのドライカレーを考案したのは日本郵船の欧州航路船「三島丸」で船舶料理士として働いていた日本人コックであるとされる。1911年4月9日の三島丸のディナーメニューには「Lobster & Dried Curries」とあることが記録に残っている。
船の長旅から食欲不振になった客のために考案された。また、カレーに福神漬けを添えるようにしたのも、三島丸が発祥である。当初はチャツネを添えていたが、チャツネが不足した際に代用にピクルスを添えてみた。しかし、ピクルスは酸味が強すぎて不評だったので、福神漬けにしたところ好評であった。なお、福神漬けは当時は高価でもあったので、三等客向けにはタクアンを添えていた。

## 各国のドライカレー

### タイ
タイ南部では、クアクリンと呼ばれるドライカレーが食されている。